# Salah Mohsen
Salah Mohsen (en árabe: صلاح محسن شلبي‎; Zaqaziq, 1 de septiembre de 1998) es un futbolista egipcio que juega en la demarcación de delantero para el Al-Ahly de la Premier League de Egipto.

## Selección nacional
Tras jugar con la selección de fútbol sub-20 de Egipto y con la sub-23, hizo su debut con la selección absoluta el 13 de agosto de 2017 en un encuentro de clasificación para el Campeonato Africano de Naciones de 2018 contra Marruecos que finalizó con un resultado de empate a uno tras el gol de Ahmed El Sheikh para Egipto, y de Badr Banoun para Marruecos.

### Goles internacionales
| # | Fecha                   | Estadio                                  | Oponente | Gol | Resultado | Competición                                                   |
| - | ----------------------- | ---------------------------------------- | -------- | --- | --------- | ------------------------------------------------------------- |
| 1 | 8 de septiembre de 2018 | Estadio Borg El Arab, Alejandría, Egipto | Níger    | 4–0 | 6-0       | Clasificación para el Campeonato Africano de Naciones de 2018 |

## Clubes
| Club               | País   | Año       | Partidos | Goles |
| ------------------ | ------ | --------- | -------- | ----- |
| ENPPI SC           | Egipto | 2016-2018 | 37       | 10    |
| Al-Ahly            | Egipto | 2018-2020 | 32       | 10    |
| Smouha SC (cedido) | Egipto | 2020      | 14       | 5     |
| Al-Ahly            | Egipto | 2020-     | 22       | 5     |

## Palmarés

### Campeonatos nacionales
| Título                 | Club    | País   | Año  |
| ---------------------- | ------- | ------ | ---- |
| Liga Premier de Egipto | Al-Ahly | Egipto | 2018 |
| Liga Premier de Egipto | Al-Ahly | Egipto | 2019 |